# فيلهلم لست
فيلهلم لست (بالألمانية: Wilhelm List). (17 أغسطس 1971 14 مايو 1880). المشير الألماني خلال الحرب العالمية الثانية، وعند بداية الحرب استند في سلوفاكيا في قيادة الجيش 14.
ولد بالقرب من مدينة أولم، فورتمبيرغ، ألمانيا في عام 1880، ودخل جيش ولاية بافاريا في عام 1898. في عام 1900، تمت ترقيته إلى ملازم. شغل منصب ضابط أركان في الحرب العالمية الأولى.

## روابط خارجية
- فيلهلم لست على موقع الموسوعة البريطانية (الإنجليزية)
- فيلهلم لست على موقع مونزينجر (الألمانية)